# Син Ірістона
«Син Ірістона» — радянський художньо-публіцистичний фільм, поставлений на кіностудії «Ленфільм» в 1959 році режисером Володимиром Чеботарьовим. Прем'єра фільму відбулася 19 січня 1960 року.

## Сюжет
Фільм описує життя і долю осетинського поета, публіциста і художника Кости Хетагурова. Коста Хетагуров, відрахований з Петербурзької академії мистецтв, повертається в рідні краї. Відкривши художню майстерню, він, намагаючись заробити на прожиток, бере замовлення на іконопис. За виступи проти свавілля влади художника заарештовують. Після декількох років роботи на руднику постарілий Коста Хетагуров знову повертається на батьківщину — в Ірістон. Так називається Осетія осетинською мовою.

## У ролях
- Володимир Тхапсаєв —  Коста Хетагуров
- Лія Еліава —  актриса Анна Олександрівна Цалікова
- Ніна Алісова —  начальниця Владикавказької жіночої прогімназії Варвара Григорівна Шредерс
- Микола Волков —  царський намісник генерал Коханов
- Павло Кадочников —  поручик Дзамболат Дзахсоров
- Володимир Косарєв —  скульптор Василь Доброхотов
- З. Туаєв —  Царай
- Маїрбек Цаліков —  протоієрей Олександр Іванович Цаліков
- Федір Каллагов —  Таймураз
- Г. Таугазов —  Гудалов
- Людмила Венкова —  Фарізат
- Анатолій Абрамов — епізод
- Ц. Джатієва — епізод
- Сергій Карнович-Валуа —  генерал Смекалов
- Олексій Консовський — епізод
- Федір Нікітін —  професор Чернишов
- В. Саратовський — епізод
- Г. Чорноваленко — епізод
- Геннадій Нілов — епізод

У зйомках фільму брали участь артисти Осетинського музично-драматичного театру.

## Знімальна група
- Автори сценарію — Роман Фатуєв, Максим Цагараєв
- Режисер-постановник — Володимир Чеботарьов
- Головний оператор — Едуард Розовський
- Головний художник — Семен Малкін
- Режисер — М. Шейнін
- Композитор — Ілля Габараєв
- Звукооператор — Микола Косарєв
- Редактор — В. Осташевська
- Консультанти — А. Хадарцева, Хаджумар Цопанов
- Оркестр Ленінградської державної філармонії 
 Диригент — Вероніка Дударова
- Директор картини — Володимир Беспрозванний